# 開物成務
開物成務（かいぶつせいむ）は、易経からの言葉。

## 概要
人知を開発して、事業を成し遂げるという意味である。
『易経―繋辞上』には、「夫易開物成務，冒天卞之道。如斯而己者也。」とあり、ここからの言葉。
人間から禽獣に至るまで、閉じてふさがり通じないものを開いて、それぞれの事物が当然にするべき職務や事業を成就し完遂させるということとする。
「開」は閉じてふさがり通じないものを開くことを意味する、「物」は万物を意味する、「成」は成就することを意味する、「務」は職務、事業を意味する。
元々は易の目的を述べるという言葉であった。元々は人間は卜筮をすることで吉凶を知り、このことによって事業を成すと言う意味であった。
開物成務の開物は、物を開くということであり、物を明らかにすると言う意味になる。物には文字も含まれ、文字を明らかにするということにもなる。皆川淇園は、儒学の注釈は多くあるのだが、それらは主観によってまちまちであり、真理に到達するには言葉の意味を注釈する一般的な方法が必要と考え、このために開物学という独自の学問を確立させる。
ほか、「開物成務」を略した「開成」は学校名にも採用され、開成所（開成学校）などがある。